# Robert Moresby

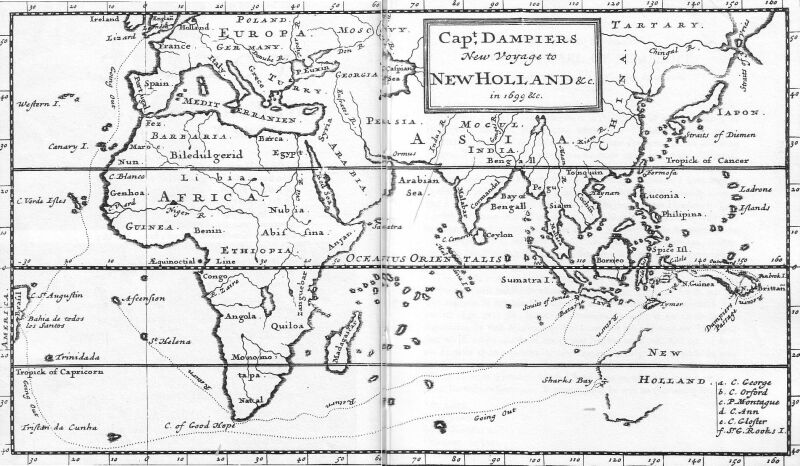
Antic mapa del Mar Roig i l'Índic.

Robert Moresby (15 de juny de 1794 - 15 de juny de 1854, va ser un capità important de la British Royal Navy. També va ser un excel·lent hidrògraf. marí
Va cartografiar el Mar Roig i alguns arxipèlags de l'oceà Índic com les Maldives, Laccadives i Chagos per assegurar la ruta, per a vaixells de vapor, d'Europa a les Índies occidentals.